# Looper
Looper là phim hành động khoa học viễn tưởng của Mỹ năm 2012 do Rian Johnson đạo diễn kiêm biên kịch, và Ram Bergman và James D. Stern đóng vai trò nhà sản xuất. Tham gia phim gồm có các diễn viên chính: Joseph Gordon-Levitt, Bruce Willis và Emily Blunt. Phim xoay quanh các looper – sát thủ do các băng nhóm tội phạm thuê, được giao nhiệm vụ thủ tiêu những đối tượng đưa về từ tương lai.
Looper được chọn làm bộ phim mở đầu cho Liên hoan phim quốc tế Toronto 2012. Phim được ra mắt lần đầu ở Úc vào ngày 27 tháng 9 năm 2012, ở Anh và Hoa Kỳ vào ngày 28 tháng 9 năm 2012. Phim thu về 176 triệu USD so với kinh phí sản xuất 30 triệu USD, đồng thời nhận được nhiều lời khen ngợi từ giới chuyên môn.

## Nội dung
Bộ phim lấy bối cảnh thành phố Kansas năm 2044, xoay quanh nhân vật Joe – một looper đang làm công việc thường ngày của mình. Do trong tương lai, công nghệ giám sát có thể phát hiện các hành vi giết người nên những băng đảng tội phạm tận dụng công nghệ du hành thời gian, gửi các đối tượng cần thủ tiêu về quá khứ để cho các looper xử lý. Looper sẽ được trả công bằng các thỏi bạc gắn sau lưng đối tượng bị giết. Dù biết đây là công việc dơ bẩn nhưng Joe vẫn cố làm để có được tiền nhằm xoay xở trong một xã hội gần như không còn an ninh, trật tự. Với mục đích xóa sạch mọi sự dính líu tới các looper, tại một thời điểm bất kỳ, những ông trùm trong tương lai sẽ truy bắt và gửi chính looper đó về quá khứ để cho bản thân anh ta tại thời điểm đó thủ tiêu. Các thỏi vàng được gắn vào những looper bị thủ tiêu đó thay vì thỏi bạc. Điều này được gọi là "chấm dứt hợp đồng" (closing the loop – "đóng vòng lặp"), và looper đó sẽ được sống tự do trong 30 năm trước khi phải chịu số phận như trên.
Sau một buổi tiệc tùng, Joe trở về nhà và gặp Seth – bạn thân của anh. Seth nói rằng muốn Joe cứu anh ta vì khi đang làm nhiệm vụ, Seth đã để bản thân mình trong tương lai chạy thoát. Seth trốn trong hầm bạc của Joe và sau đó Joe được đưa đi gặp Abe – ông trùm của các looper. Abe nói rằng Joe nên đi Trung Quốc thay vì Pháp, và hắn cũng không quên ép Joe phải khai ra nơi giấu Seth. Dù vậy, Joe vẫn chấp nhận bán đứng Seth để có thể sang Pháp.
Ngày hôm sau, Joe vẫn đứng đợi ở địa điểm quen thuộc để tương lai gửi về mục tiêu tiếp theo, nhưng lần này mục tiêu lại được gửi về trễ hơn so với mọi khi và nhất là ông ta không bị bịt mặt và trói lại như bình thường. Không muốn gặp tai họa, Joe lập tức bắn người đó nhưng ông ta đã kịp trốn thoát, và Joe nhận ra người này chính là anh trong 30 năm sau. Sự việc này đã khiến Joe bị người trong băng đảng truy lùng ráo riết.
Trong một dòng thời gian khác, Joe già, khi được gửi về quá khứ, bị bịt mặt và trói lại như những đối tượng khác. Ông sau đó bị chính bản thân mình 30 năm trước giết. Joe trẻ, nghe theo Abe, lên đường sang Trung Quốc thay vì Pháp. Ở đó, anh có một cuộc sống hoang phí, trụy lạc và cuối cùng lại phải làm công việc bắn giết thuê để có tiền. Khi đã trở nên già, may mắn thay, Joe làm quen được với một phụ nữ người Hoa và thành chồng của cô. Họ có cuộc sống êm ấm trong 7 năm, cho tới khi những tay chân của băng đảng cũ tìm tới để bắt Joe đi. Trong lúc chúng hành sự thì vợ Joe vô tình phát hiện và cô bị bắn chết. Uất ức, Joe già đã đánh trả những tên tay chân và tự trở về quá khứ để truy sát Rainmaker ("Kẻ tạo mưa"), từ đó cứu vợ mình, bởi vì hắn là kẻ đã chấm dứt hợp đồng của tất cả looper ngay sau khi nổi lên thâu tóm 5 băng đảng tội phạm lớn.
Trở lại với dòng thời gian ban đầu, những ký ức của Joe già đang trở nên lu mờ dần vì các sự kiện xảy ra sau đó sẽ bị xáo trộn (Joe trẻ có thể sẽ không sang Trung Quốc nữa). Joe già tiến hành truy tìm dấu vết của Rainmaker, đồng thời cứu Joe trẻ khỏi sự truy sát gắt gao của thuộc hạ của Abe. Joe già tìm được nơi ở của 3 đứa trẻ có khả năng là Rainmaker và ông trốn thoát khỏi Kansas, tuy nhiên không thể truy ra một đứa bé vì một góc bản đồ đã bị Joe trẻ xé mất trong cuộc ẩu đả giữa hai Joe. Joe trẻ tìm tới địa chỉ trên mảnh bản đồ và gặp Sara cùng con trai cô, Cid.
Một vài ngày sau, Jesse – một thuộc hạ của Abe – tìm đến nhà Sara và ngỏ ý muốn cô giúp truy tìm hai Joe. Trong buổi đêm hôm đó, Sara tiết lộ với Joe rằng cô có khả năng điều khiển đồ vật bằng ý nghĩ tốt hơn hẳn so với các tay chơi trong thành phố. Buổi sáng hôm sau, Jesse trở lại và dọa giết Sara hòng ép Joe trẻ phải đầu hàng. Cid phát hiện cảnh tượng đó, cậu trở nên hoảng sợ và tức giận, dùng năng lực siêu nhiên của mình để giết chết Jesse. Joe và Sara may mắn chạy kịp ra ngoài, đồng thời Joe phát hiện ra Cid chính là Rainmaker. Điều này ảnh hưởng tới ký ức của Joe già, vì ngay lập tức ông có được danh tính của Rainmaker, từ đó biết được đối tượng mình cần tìm.
Trong một diễn biến khác, Joe già sau khi giết một đứa trẻ đã tìm tới đứa thứ hai. Không may thay, Kid Blue – một thuộc hạ thân cận của Abe và có hiềm khích với Joe – đi trước Joe già một bước và bắt được ông, đưa về hang ổ của Abe ngay giữa lúc Abe đang huy động toàn bộ tay chân của mình nhằm truy bắt cả hai Joe. Thế nhưng, Joe già vùng lên lần nữa, tiêu diệt toàn bộ đàn em của Abe và kết liễu chính ông trùm của mình. Kid Blue may mắn sống sót và lên đường tìm Joe trẻ, tuy nhiên hắn cũng bị hạ gục bởi Joe trẻ sau đó. Joe trẻ tìm Joe già để ngăn ông ta giết hại Cid. Sara vì sẵn sàng bảo vệ con mình nên đứng ra đỡ đạn cho Cid để cậu có thể bỏ chạy khỏi Joe già. Trong một khoảnh khắc, Joe trẻ nhận ra chính Joe già là kẻ gây ra cái chết cho mẹ của Cid, biến Cid từ một cậu bé ngoan thành kẻ ác độc, tàn bạo mà sau này được biết đến với tên gọi Rainmaker. Anh lập tức ra tay chấm dứt vòng lặp đau khổ không hồi kết này bằng cách tự sát, Joe già cũng theo đó mà biến mất. Cid trở lại đoàn tụ với Sara.

## Diễn viên
- Joseph Gordon-Levitt vai Joe
  - Bruce Willis vai Joe già
- Emily Blunt vai Sara
- Paul Dano vai Seth
  - Frank Brennan vai Seth già
- Noah Segan vai Kid Blue
- Piper Perabo vai Suzie
- Jeff Daniels vai Abe
- Pierce Gagnon vai Cid
- Hứa Tình vai vợ Joe
- Tracie Thoms vai Beatrix
- Garret Dillahunt vai Jesse
- Nick Gomez vai Dale
- Marcus Hester vai Zach